# Кыстатыамка
Кыстатыамка (устар. Кыстатымка) — река в России, правый приток Лены. Протекает по территории Жиганского улуса Якутии. Длина — 82 км.
Исток находится на южной стороне озера Дянда, на высоте 89 м, течёт в южном направлении, впадает в реку Лену у села Кыстатыам, на расстоянии 622 км от её устья.
По данным государственного водного реестра России относится к Ленскому бассейновому округу. Код водного объекта 18030900112117500008887.